# Ортега, Антонио Карлос
Антонио Карлос Ортега Перес (исп. Antonio Carlos Ortega Pérez; род. 11 июля 1971, Малага) — испанский гандболист, известный по выступлению за испанский клуб «Барселона», а также выступал за сборную Испании. По окончании карьеры стал тренером.
С 2021 года является главным тренером ГК «Барселона». В 2024 году тренировал сборную Японии.

## Карьера
Призёр чемпионатов Европы 1998 и 2000 годов; бронзовый призёр Олимпиады в Сиднее в 2000 году.